# Roddenberryus pelegrina
Espèce
Synonymes
- Caponina pelegrina Bryant, 1940

Roddenberryus pelegrina est une espèce d'araignées aranéomorphes de la famille des Caponiidae.

## Distribution
Cette espèce est endémique de La Havane à Cuba,. Elle se rencontre vers Santiago de las Vegas.

## Description
Roddenberryus pelegrina compte deux yeux. La femelle holotype mesure 10,0 mm.

## Systématique et taxinomie
Cette espèce a été décrite sous le protonyme Caponina pelegrina par Bryant en 1940. Elle est placée dans le genre Roddenberryus  par Sánchez-Ruiz et Bonaldo en 2023.

## Publication originale
- Bryant, 1940 : « Cuban spiders in the Museum of Comparative Zoology. » Bulletin of the Museum of Comparative Zoology, vol. 86, no 7, p. 247-554 (texte intégral).